# برانداوزینیو
برانداوزینیو (پرتغالی: Brandãozinho; ۹ ژوئن ۱۹۲۵ – ۴ آوریل ۲۰۰۰) بازیکن فوتبال اهل برزیل بود.
از باشگاه‌هایی که در آن بازی کرده‌است می‌توان به باشگاه ورزشی پورتوگیزا اشاره کرد.
وی همچنین در تیم ملی فوتبال برزیل بازی کرده‌است.